# Eutropio
Flavio Eutropio (in latino Flavius Eutropius; fl. 361–387) è stato un politico, storico, insegnante, militare e maestro di retorica romano.

## Biografia
Era probabilmente originario di Burdigala, anche se la Suda lo definisce un sofista italico. Ricoprì in due riprese importanti cariche pubbliche sotto vari imperatori. Professava il paganesimo.
Lo storico Giorgio Codino, nel suo De originibus Constantinopolitanis («Sulle origini di Costantinopoli»), afferma che Eutropio fu segretario di Costantino I, ma non è chiaro se si tratti della stessa persona. 
Ricoprì una carica, probabilmente quella di magister epistularum, sotto l'imperatore Costanzo II (quindi prima della morte di questi nel 361). In base alla sua stessa testimonianza, prese parte alla campagna sasanide dell'imperatore Giuliano nel 363. Successivamente fu segretario e storico (magister memoriae) dell'imperatore Valente (364–378), su richiesta del quale, all'inizio della campagna sasanide, scrisse il Breviarium ab Urbe condita («Breviario dalla fondazione di Roma»).
Nel 371/372 fu proconsole (governatore) della provincia d'Asia; restaurò alcune costruzioni di Magnesia al Meandro, e fu accusato di tradimento dal suo successore Festo, ma assolto.
Nel 379 circa si recò alla corte dell'imperatore Graziano e visitò Roma; nello stesso periodo fu corrispondente di Simmaco e di Gregorio di Nazianzio.
Sotto Teodosio I fu prefetto del pretorio dell'Illirico nel 380-381; sono rimaste diverse leggi a lui indirizzate, da cui si potrebbe dedurre che fosse abbastanza mite nell'esercizio della giustizia.
Nel 387 fu console posterior, con l'imperatore Valentiniano II come collega.

## IlBreviarium
Il Breviarium ab urbe condita, in dieci libri, è un compendio (breviarium in latino indica una stesura di sintesi) della storia romana, dalla fondazione della città fino alla morte di Gioviano, avvenuta nel 364.
L'attenzione dell'autore è concentrata più agli avvenimenti di politica estera, alle campagne e alle guerre di conquista, che alla politica interna. Gli ultimi quattro libri, dedicati alle vicende imperiali, offrono, però, interessanti ritratti dei sovrani.
Le fonti utilizzate da Eutropio sono varie: da Tito Livio e Svetonio, fino a cronache a noi non pervenute, come ad esempio la famigerata e dibattuta Enmannsche Kaisergeschichte e ai ricordi personali dell'autore.
Lo stile, generalmente imparziale, è semplice e chiaro, rendendo l'opera accessibile a tutti e contribuendo al suo enorme successo. Essa, infatti, non soltanto fu usata come testo di iniziazione al latino nelle scuole (come ancora oggi accade), ma suscitò tanto interesse che fu ampliata a più riprese (fino all'età di Giustiniano da Paolo Diacono e, successivamente, fino al tempo di Leone l'Armeno da Landolfo Sagace nella Historia Miscella) e ne vennero eseguite traduzioni anche in greco (quella di Capitone Licio è perduta, mentre rimane pressoché completa quella di Peanio).

## Edizioni
- C. Santini (ed.), Eutropius. Breviarium ab urbe condita, Leipzig 1979.
- Eutropio, Storia di Roma, Introduzione di Fabio Gasti, Traduzione e note di Fabrizio Bordone, Santarcangelo di Romagna, Rusconi Libri, 2014, ISBN 978-88-18-03023-5